# Parc national de Moukalaba-Doudou
Le parc national de Moukalaba-Doudou est l'un des treize parcs nationaux du Gabon. Situé au sud-ouest du pays, il se situe en milieu forestier et côtier.
Il est réputé avoir une des plus fortes densités de primates du Gabon.
Le site a été inscrit sur la liste indicative du patrimoine mondial de l'UNESCO le 20 octobre 2005.